# 가미이즈미역
가미이즈미역(일본어: 上泉駅, かみいずみえき)은 일본 군마현 마에바시시에 있는 조모 전기 철도 조모 전기 철도 조모 선의 역이다.

## 역 구조
섬식 승강장 1면 2선의 지상역으로 무인역이다.
플랫폼에 전화 박스가 1대 설치되어 있다. 역과 인접한 곳에 보선구가 있다.

### 승강장
|  | ■ 조모 선 | 니시키류 방면     |
|  | ■ 조모 선 | 주오마에바시 방면 |

## 역 주변
- 마에바시 시청 가이카야 출장소
- 마에바시 가미이즈미 우체국
- 가이카야 공민관
- 학교 급식 조리장
- 스와 신사
- 국토교통성 간토 운수국 군마 운수 지국
- 마에바시 신선 식료품 종합 지방 도매 시장

## 역사
- 1928년 11월 10일: 영업 개시.
- 1965년 9월 8일: 하천 개수로 인하여 역을 남쪽으로 5m가량 이전.
- 1983년 7월 1일: 무인화.

## 인접역
| ■ 조모 전기 철도 조모 선   | ■ 조모 전기 철도 조모 선 | ■ 조모 전기 철도 조모 선 |
| -------------------------- | ------------------------ | ------------------------ |
| 가타카이 주오마에바시 방면 |                          | 아카사카 니시키류 방면   |